# サン・セバスティアン空港
サン・セバスティアン空港（Aeropuerto de San Sebastián, (IATA: EAS, ICAO: LESO)）は、スペイン・バスク州ギプスコア県にある空港である。オンダリビアに所在し、サン・セバスティアンの東20kmの距離にある。スペイン＝フランス国境を流れるビダソア川に隣接しており、北側と東側は敷地外がすぐ国境である。

## 歴史
1955年8月22日に開港。8月29日にアビアコ航空が第1便を運航させた。当初の滑走路は1,200mであり、向きは05/23だった。1961年7月には滑走路が1,500mに延長された。1964年から1965年にはエプロンや管制塔が建設され、正式に名称がサン・セバスティアン空港となった。1960年代後半には旅客ターミナルが建設され、滑走路が現在の1,754mに延長された。
2006年にはスパンエアーがイベリア航空と競合するマドリード便の定期運行を開始したが、やがて運行を終了した。2012年には格安航空会社(LCC)のブエリング航空がバルセロナ便の毎日運行を開始。サン・セバスティアンとバルセロナ間では85%以上の輸送シェアを誇っている。より長距離の路線を運行するために滑走路の延長が計画されているが、厳しい経済状況によって空港利用者数にも影響が出ており、滑走路の延長には強い反対意見もある。2013年の乗客数は244,952人、発着回数は6,237回であり、20,000kgの貨物輸送があった。

## 設備
1,754mの滑走路1本を持つ。国内線のみが運航されており、イベリア航空がマドリードに、ブエリング航空がバルセロナに向けてそれぞれ定期便を運航しているが、特にマドリード便が中心である。ひとつの旅客ターミナル、6台のチェックインデスク、6台の搭乗ゲート、2台の手荷物検査所を持つ。駐車場は228台分のスペースがある。
サン・セバスティアン空港からもっとも近い国際空港はフランスのビアリッツ＝アングレット＝バイヨンヌ空港 (32km)であり、スペイン領土に限定すればビルバオ空港(117km)である。

## 就航地
| 航空会社                                    | 就航地                                     |
| ------------------------------------------- | ------------------------------------------ |
| イベリア航空 （エア・ノストラムによる運航） | マドリード、パルマ・デ・マヨルカ[季節運航] |
| ブエリング航空                              | バルセロナ                                 |

## アクセス

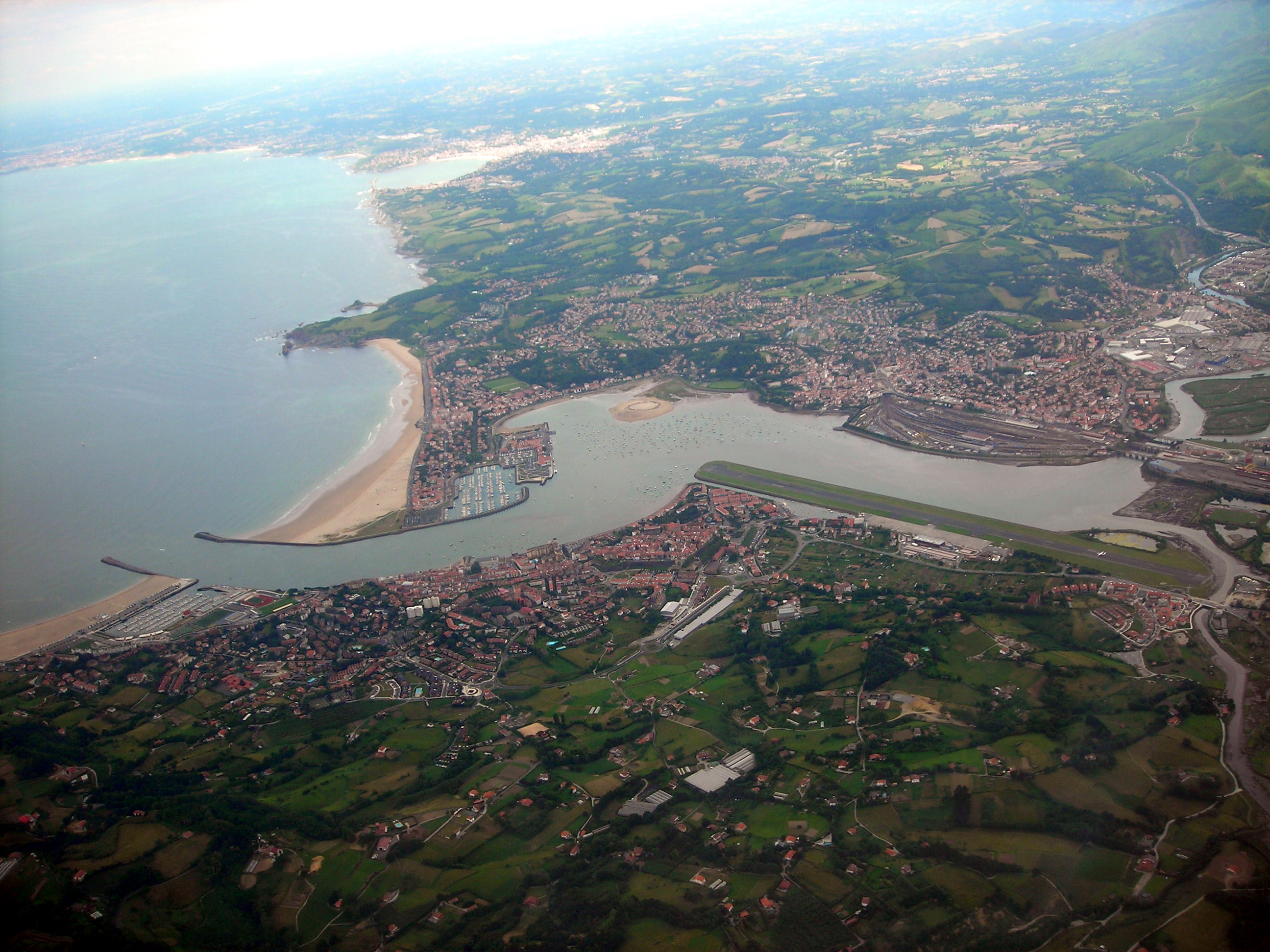
ビダソア川の河口部と空港（中央右）。河口部より上がフランス領土で下がスペイン領土。

エキアルデバスがギプスコア県の主要都市と空港の間で路線バスを運行している。30分間隔で運行されるE20系統はサン・セバスティアンの中心市街地を出発し、イルンを除くサン・セバスティアン都市圏の町々を走って空港に向かう。1時間間隔で運行されるE21系統はサン・セバスティアンの中心市街地を出発し、高速道路を経由して直接空港に向かうため、アマラ区やロヨラ区などは通過する。数時間間隔で運行されるE23系統も高速道路を経由して空港に向かう。イルンと空港を結ぶE25系統は平日は15分間隔で運行され、土日は20分間隔で運行される。
サン・セバスティアン都市圏を走るメトロ・ドノスティアルデアは空港までの路線の延伸を計画している。空港にはタクシー、自家用車でもアクセスすることができる。